# Малахов фон Малаховский, Пауль Йозеф
Пауль Йозеф Малахов фон Малаховский (25 января 1713, Уйсьце — 15 декабря 1775, Филен) — прусский кавалерийский военачальник, участник Семилетней войны, шеф гусарского полка своего имени, комендант Бромберга. Генерал-лейтенант (1771). 

## Биография
Уроженец Польши. Имел старшего брата, Гиацинта Малахова фон Малаховского (ум. 1745), прусского гусарского полковника. 
В 1728 году подростком поступил на саксонскую службу. В 1730 году был младшим лейтенантом, в 1733—34 годах принимал участие в Войне за Польское наследство на стороне Саксонии. В мае 1742 года перешёл из саксонской армии в прусскую и стал обер-лейтенантом в гусарском полку фон Нацмера. В декабре того же года был повышен до капитана, а в 1745 году — до майора, и в этом чине участвовал во Второй Силезской войне. В частности, Малаховский участвовал в битве при Гогенфридберге, отличился  при Либентале и битве при Сооре, был ранен саблей в голову при Стригау.
К 1755 году Малаховский дослужился до чина полковника. В Семилетней войне он смог отличиться в 1757 году во время неудачной для пруссаков битвы при Грос-Егерсдорфе, где сражался против русской армии. В декабре 1757 года был награждён орденом Pour le Mérite, в апреле 1758 года был повышен до генерал-майора. 12 августа 1758 года Малаховский вышел победителем из стычки при Дехселе близ Ландсберга. Затем Малаховский участвовал в сражениях при Цорндорфе, Пальциге и Ландесхуте. В этом сражении под Малаховским была убита лошадь, а сам он попал в австрийский плен. После окончания войны и возвращения из плена продолжил службу, и в 1771 году стал генерал-лейтенантом. 
Генерал-лейтенант Малаховский с 1741 года был женат на Кристиане Софии Юнг фон Юнгсенфельс (? — 28 сентября 1782, Загсау близ Нейденбурга). У пары было несколько детей. Их сын Иоганн Адольф Фридрих (1743 —1794) также был гусаром, а внук — Карл фон Малаховский унд Гриффа (1783—1844), как и дед, дослужился до чина прусского генерал-лейтенанта.